# Лаго (Тренто)
Лаго је насеље у Италији у округу Тренто, региону Трентино-Јужни Тирол.
Према процени из 2011. у насељу је живело 226 становника. Насеље се налази на надморској висини од 893 м.